# ۱-آلکیل-۲-استیل‌گلیسروفسفوکولین استراز
۱-آلکیل-۲-استیل‌گلیسروفسفوکولین استراز (انگلیسی: 1-alkyl-2-acetylglycerophosphocholine esterase) آنزیمی است که واکنش زیر را کاتالیز می‌کند:
۱-آلکیل-۲-استیل-اس‌ان-گلیسرو-۳-فسفوکولین + آب {\displaystyle \rightleftharpoons } ۱-آلکیل-اس‌ان-گلیسرو-۳-فسفوکولین + استات
مادهٔ نخست به‌عنوان فاکتور فعال‌کننده پلاکتی نیز شناخته می‌شود. چندین آنزیم با این عملکرد وجود دارد:
- فسفولیپاز آ-۲ مرتبط با لیپوپروتئین
- استیل‌هیدرولاز ۲ فاکتور فعال‌کننده پلاکتی سیتوپلاسمی
- استیل‌هیدرولاز ۱بی فاکتور فعال‌کننده پلاکتی: زیرگروه تنظیم‌کننده، زیرگروه کاتالیتیک ۲، زیرگروه کاتالیتیک ۳

این آنزیم متعلق به خانواده هیدرولازها است، به ویژه آنزیم‌هایی که بر روی پیوندهای کربوکسیلیک استری عمل می‌کنند. این گروه از آنزیم‌ها نام‌های سیستماتیک دیگری هم دارند، از جمله ۱-آلکیل-۲-استیل-اس‌ان-گلیسرو-۳-فسفوکولین استوهیدرولاز و همچنین ۱-آلکیل-۲-استیل-اس‌ان-گلیسرو-۳-فسفوکولین استیل‌هیدرولاز. این آنزیم در سوخت‌وساز لیپید اتری نقش دارد.